# Aeschremon tenalis
Aeschremon tenalis is een vlinder uit de familie van de grasmotten (Crambidae), uit de onderfamilie van de Odontiinae. De wetenschappelijke naam van deze soort is voor het eerst voorgesteld door Hans Georg Amsel in een publicatie uit 1961.
De soort komt voor in Iran.